# Circuito oval

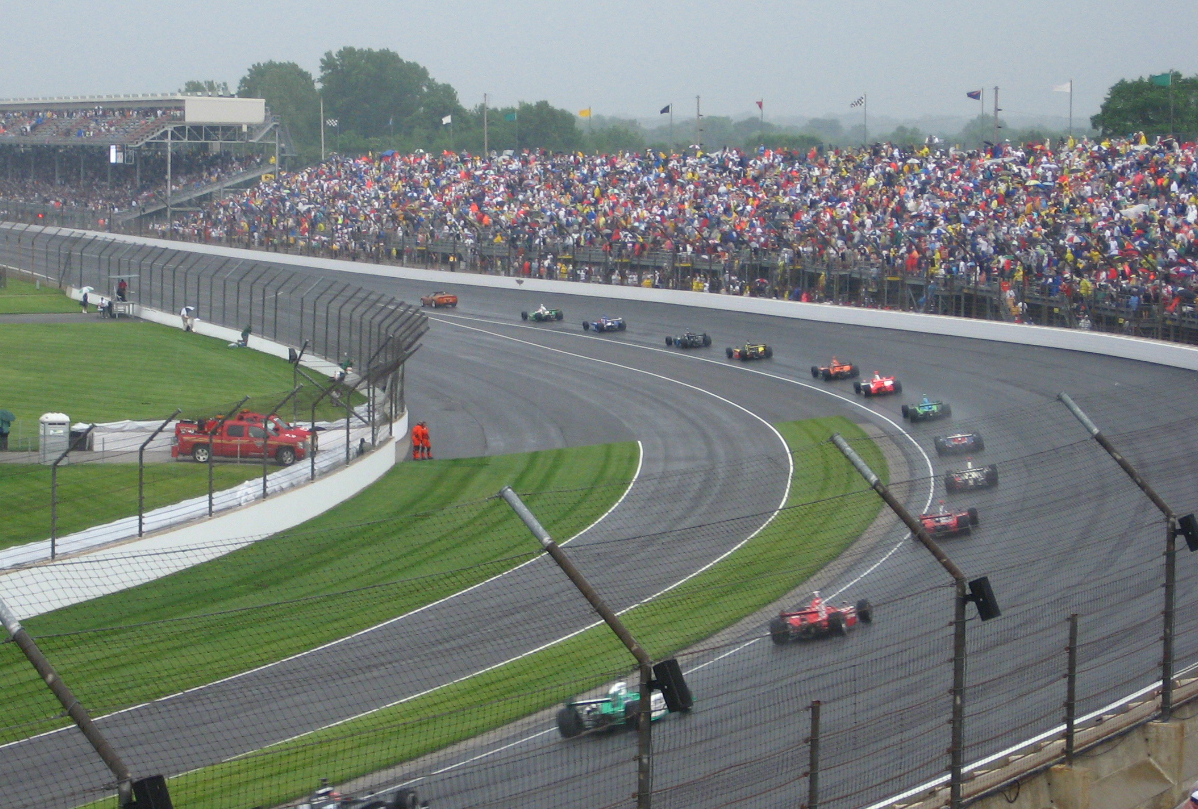
500 Millas de Indianápolis, una de las carreras más importantes disputadas en óvalos.

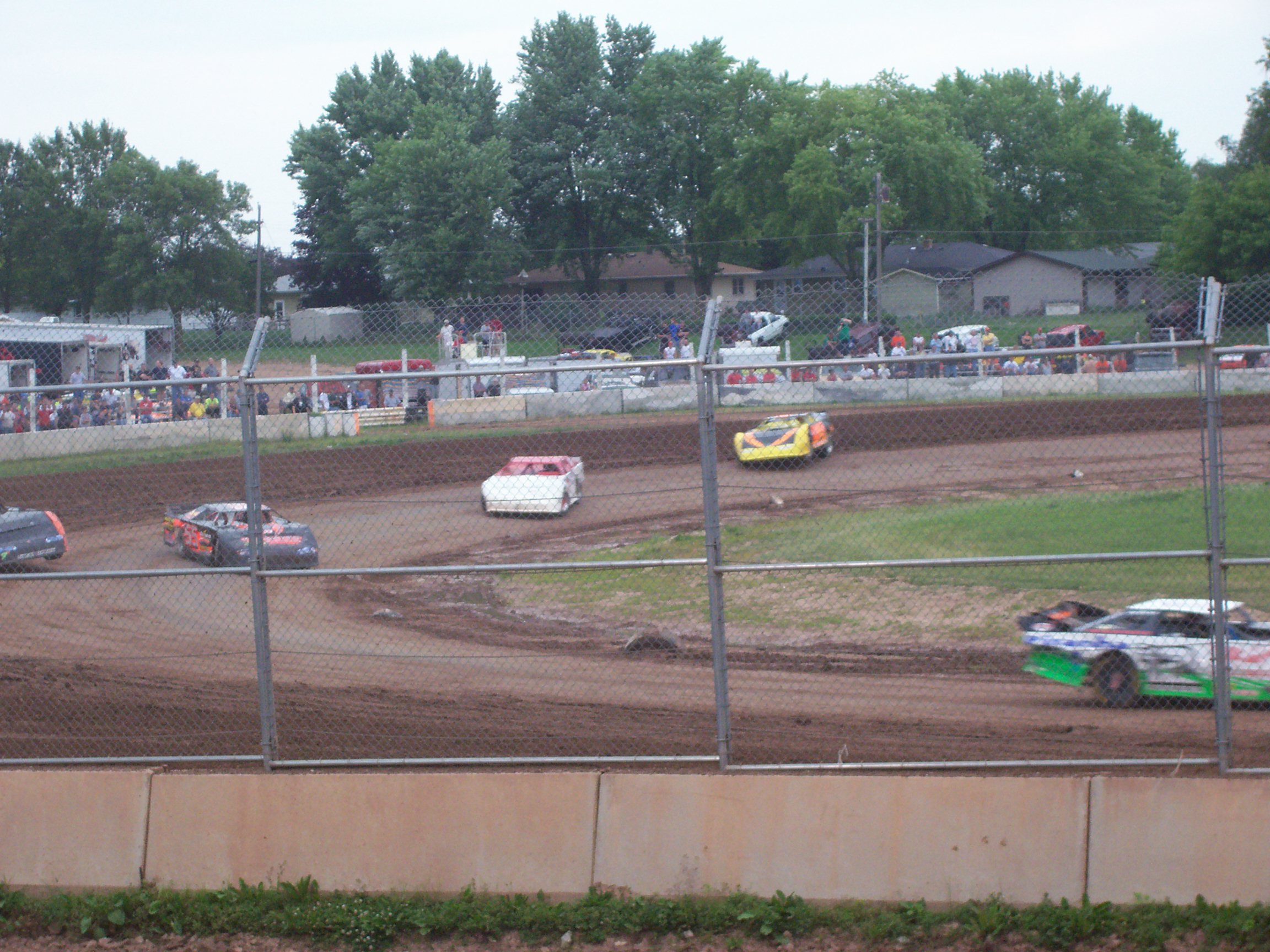
Automóviles stock derrapando en un óvalo de tierra.

Un circuito oval u óvalo es un circuito de carreras con curvas solamente hacia un lado, casi siempre generalmente hacia la izquierda. Existen de tierra, de asfalto y de hielo, y miden generalmente entre 200 y 4000 metros. Se los utiliza en ciertas modalidades de automovilismo y motociclismo.
Usualmente son dos curvas de 180° unidas por dos rectas idénticas. Otra configuración son los óvalos rectangulares, con cuatro curvas de 90° unidas por dos rectas largas opuestas y dos rectas cortas. Los trióvalos tienen forma de D, con dos curvas de unos 150°, una recta auténtica y una recta en curva. Una variante a los trióvalos son los quad, que en vez de una recta en curva tienen dos codos. Los óvalos triangulares son tres curvas unidas por tres rectas. También hay óvalos trapezoidales. No todas las curvas tienen que ser del mismo radio, longitud o peralte.
Los óvalos que no superan la milla (1600 metros) se categorizan como "óvalos pequeños", los que superan las 2 millas (3200 metros) de extensión suelen llamarse "superóvalos" ("superspeedways" en inglés), y los intermedios se denominan "óvalos medianos".

## Óvalos en América del Norte

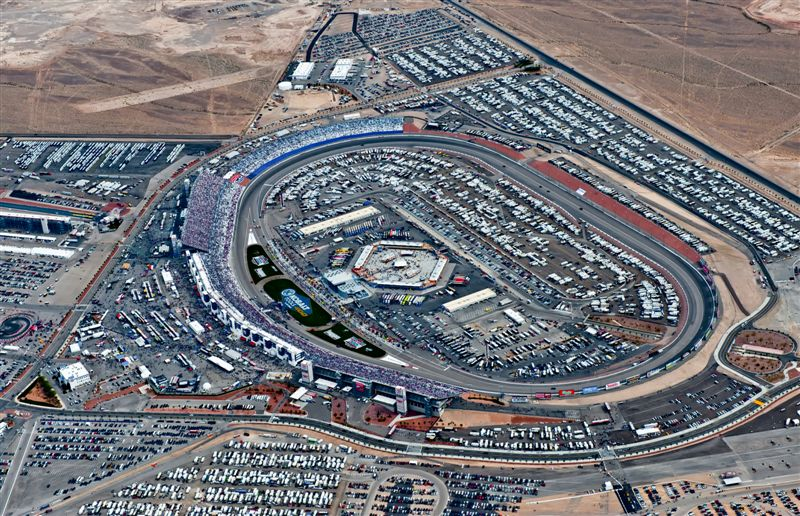
Las Vegas Motor Speedway, en los Estados Unidos.

En Estados Unidos, las modalidades más populares de deporte de motor se practican en óvalos. Los óvalos más famosos son Indianapolis Motor Speedway, donde se corren las 500 Millas de Indianápolis y las 400 Millas de Brickyard; Daytona International Speedway, donde la NASCAR corre las 500 Millas de Daytona; y Talladega Superspeedway, donde la NASCAR también corre 500 millas.
Las distintas divisiones de automovilismo de la NASCAR corre casi siempre en óvalos. Los pilotos generalmente se inician en el automovilismo en óvalos de tierra. Estos miden entre 0,125 y 0,5 millas, entre 200 y 800 metros, y tienen dos o tres curvas. Se corre con vehículos viejos o simples, como los modificados y los midgets, cuyo bajo coste permite que muchos participen de las series locales. Luego los corredores pasan a las series regionales de stock cars, en óvalos de asfalto y entre 0,5 y 1 millas (800 y 1600 metros) de extensión. Los automóviles están más preparados que en las series locales, lo que también genera accidentes más fuertes. Las categorías mayores suelen financiar varias series regionales.
La IndyCar Series alterna óvalos y circuitos mixtos en partes iguales, al igual que lo hacía su antecesora, la serie CART. las categorías promocionales como la Indy Lights y la Star Mazda también visitan ambos tipos de escenarios. A finales de los años 1990, la CART alcanzaba velocidades promedio superiores a los 400 km/h en los superóvalos de Míchigan y Fontana, que miden 2 millas (3200 metros). Tras la muerte del piloto Greg Moore y de varios espectadores, se tomaron medidas restrictivas en motores y alerones para revertir la situación.
La NASCAR Canada Series y la NASCAR México Series, las dos categorías más importantes de automovilismo de Canadá y México, compiten tanto en óvalos cortos como en circuitos mixtos.

## Óvalos fuera de América del Norte

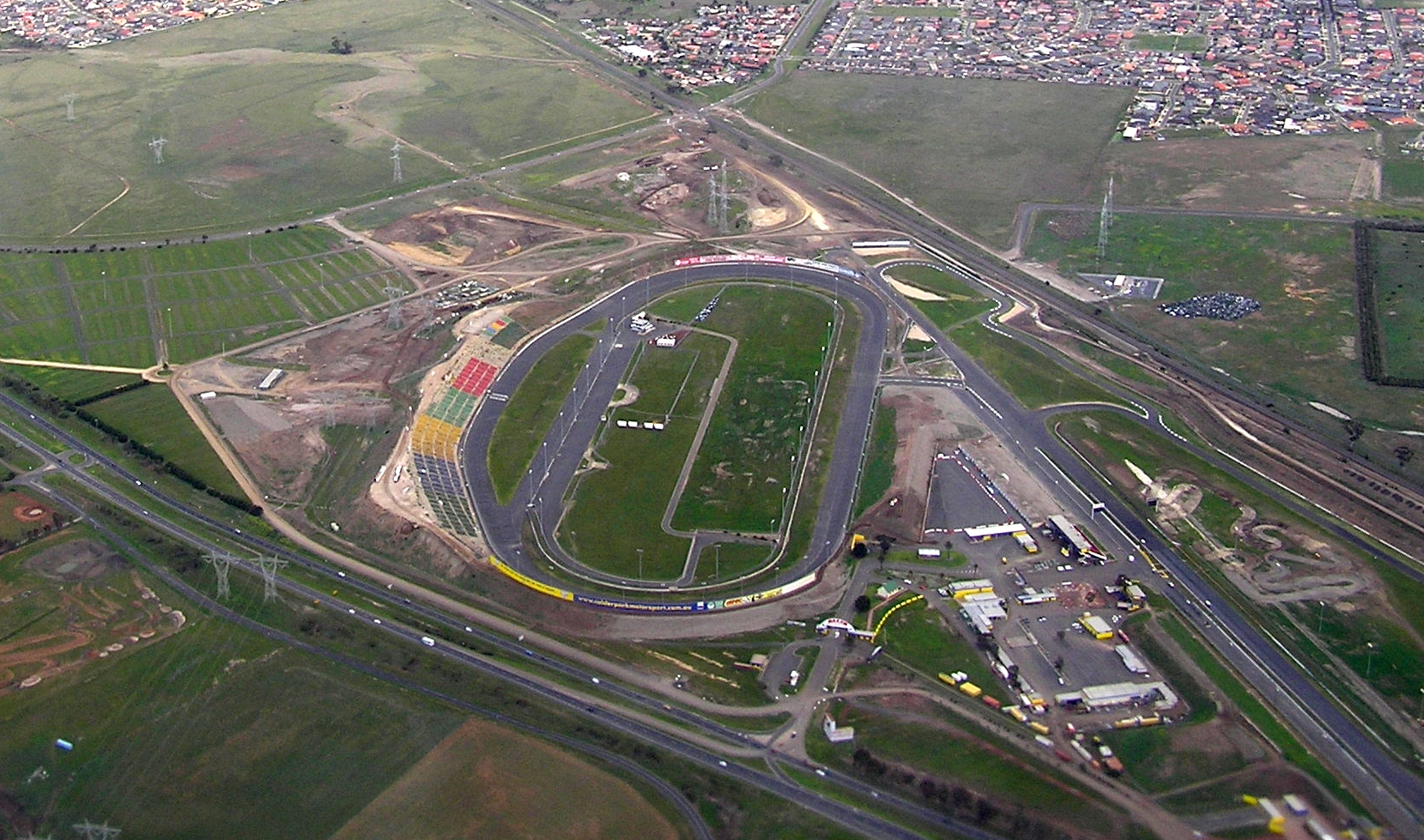
Calder Park Raceway, en Australia.

Encontrarse con óvalos de asfalto en el resto del mundo es difícil dado que es propio de las competiciones norteamericanas, aunque algunos circuitos de reciente construcción tienen trazados ovales con la esperanza de que algún día tengan interés estas competiciones en otros países. Por varios años el óvalo más conocido era el de Monza, en Italia, y hubo otros como Brooklands en el Reino Unido, Autódromo Sitges-Terramar en España y Jacarepaguá en Brasil, pero están fuera de uso desde hace varios años.
En la actualidad, solamente hay unas pocas pistas ovales de importancia: EuroSpeedway Lausitz (Alemania), Rockingham Motor Speedway (Inglaterra), Twin Ring Motegi (Japón), Phakisa (Sudáfrica), Rafaela (Argentina), Calder Park Raceway (Australia). En Motegi se corrió las 300 Millas de Japón de la serie CART y luego la IndyCar, ya que el óvalo es propiedad del proveedor de motores Honda. También se disputaron carreras de la CART en Alemania, Inglaterra y Brasil, que no pudieron sostenerse en el tiempo.
Calder Park tiene la curiosidad de que se usó en sentido horario porque los automóviles australianos llevan el volante a la derecha, y por tanto es más fácil conducirlos girando hacia ese lado.
Sí que es más común encontrarse fuera de Estados Unidos con circuitos ovales cortos de tierra o de hielo. Sobre todo en el norte de Europa, es frecuente que se diputen carreras de midgets y speedway, dos disciplinas baratas de realizar.

## El óvalo más veloz del mundo, en América del Sur
El circuito de Rafaela (Santa Fe, Argentina) perteneciente al Club Atlético de Rafaela recibió al Campeonato Nacional del USAC en 1971. Los Indy Car se presentaron en la ciudad corriendo las 300 Millas de Rafaela, competencia que fue puntuable como parte de la primera fecha del campeonato americano de ese año, prueba ganada por Al Unser, 4 veces ganador de Indianápolis y estrella de la categoría de ese momento. Los Indy cars superaron los promedios obtenidos en los circuitos de su país, hecho que se presagiaba y se confirmó ni bien comenzaron a rodar, lo que generó por un lado expectativa, y por el otro cierta preocupación, ya que con rectas de casi 2 km las velocidades finales alcanzadas a la entrada de los impresionantes curvones peraltados literalmente hacían casi tomar vuelo a los autos. Este ha sido un hito histórico para la ciudad y el país, que promete ser repetido alguna vez. Cada año se usa para carreras del Turismo Carretera pero con tres o cuatro chicanas. Pese a ellas, los automóviles giran a velocidades promedio superiores a los 200 km/h. El Turismo Competición 2000 y la Fórmula 3 Sudamericana corrieron en Rafaela sin chicanas a mediados de la década de 2000. El 10, 11 y 12 de julio de 2012 corrió el Super TC2000 de Argentina, la nueva categoría que utiliza motores V8 de 2 litros, usando solo dos chicanas.  Pero ese viernes previo a la carrera se batieron los récords del circuito oval más largo (4600 metros) y veloz del mundo, hasta ese momento en poder de Garcia Veiga registrado en la década de los '70, quien ostentaba 246 km/h. Para ello giraron en forma especial en el óvalo sin chicanas, que es la forma en la cual se mantenía el récord del circuito.  Luego, se clasificó el sábado y se corrió el domingo usando las dos chicanas mencionadas.  Los Super TC2000 batieron ese récord, y superaron además los 300 km de velocidad máxima, la mayor velocidad para autos con techo homologados registrada en Sudamérica, lo cual ha sido certificado por el ACA y la FIA.